# Bidz
Ätten Bidz eller Bitzer är en sydfinländsk medeltida släkt som har sina rötter i Tyskland. Namnet antas komma ur vapenbildens bock, en ung bock har kallats "risbit", alternativt ur yrkesbeteckningen "bijdsare"= förskärare.
Kort Bitzer (omtalad 1394-1399) och hans hustru Kristina Magnusdotter köpte 21 februari 1394 jord i Gennarby i Tenala socken i Västnyland. Hustru Kristina var syster till magister Henrik Magni i Åbo. De hade sonen Henrik.
Henrik Bitzer eller Bidz föddes tidigast 1393 och dog 1458. 1437 var han häradshövding i Halikko hd i Egentliga Finland. Han blev riddare vid kung Kristoffers kröning 1441. Han var hövitsman på Åbo slott 1442 och lagman i Söderfinne lagsaga 1455, medlem av landsrätten i Åbo och nämns som riksråd 1457. Han var gift med Anna Karlsdotter, dotter till Klas Lydekason (Djäkn, Lydekasönernas ätt). Henrik och Annas barn var: Kort (eller Konrad), Klas, Erik och Birgitta.
Erik Bidz (död 1506) var lagman i Söderfinne lagsaga och far till Henrik Bidz den yngre som likaså var lagman men i Norrfinne lagsaga. Ätten verkar ha dött under slutet av medeltiden och omtalas inte vidare efter 1512.